# Randy Johnson

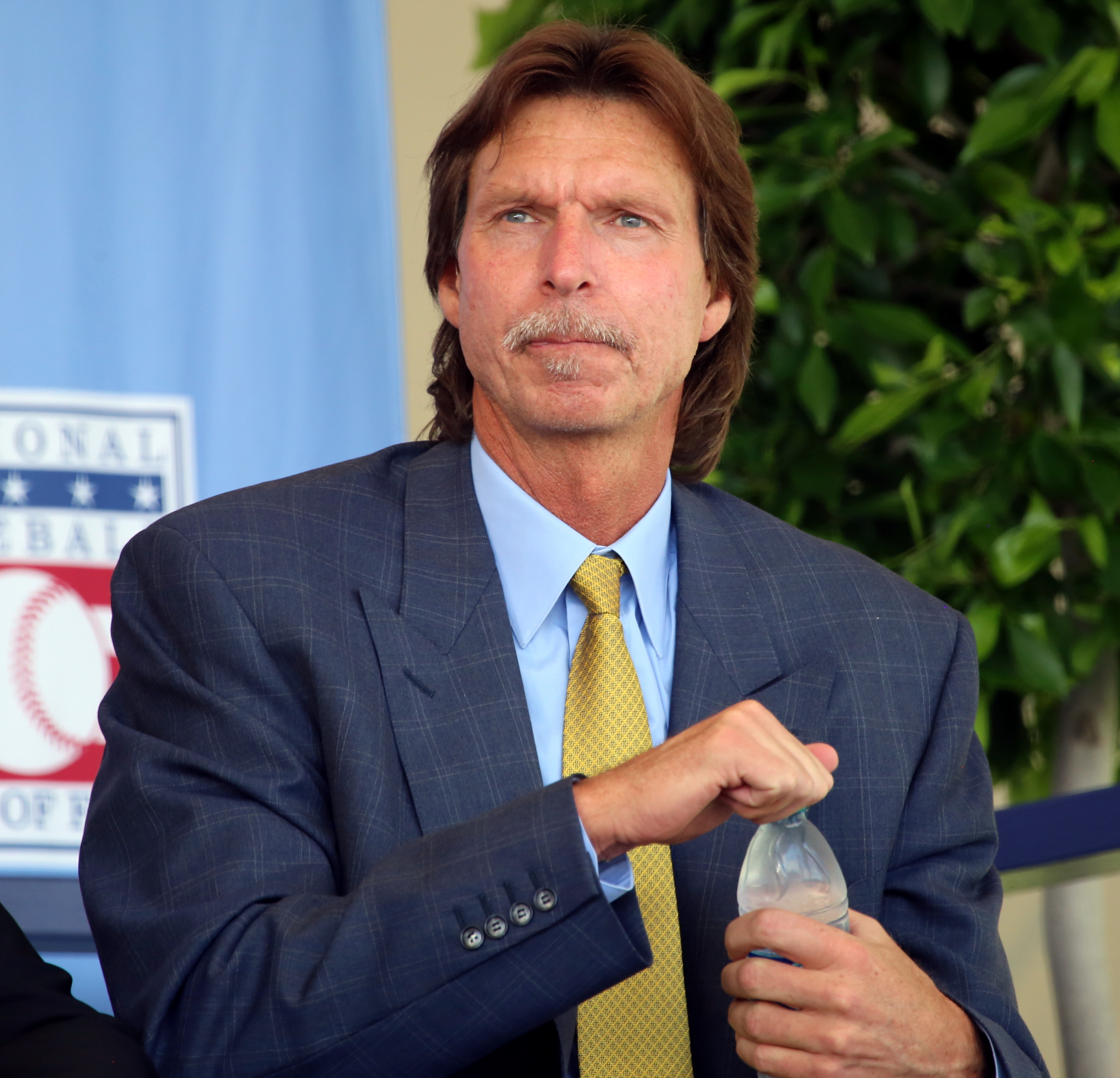
Randy Johnson 2016.

Randall David "Randy" Johnson, född den 10 september 1963 i Walnut Creek i Kalifornien, är en amerikansk före detta professionell basebollspelare som spelade 22 säsonger i Major League Baseball (MLB) 1988–2009. Johnson var vänsterhänt pitcher.
Johnson spelade för Montreal Expos (1988–1989), Seattle Mariners (1989–1998), Houston Astros (1998), Arizona Diamondbacks (1999–2004), New York Yankees (2005–2006), Diamondbacks igen (2007–2008) och San Francisco Giants (2009). Han vann fem gånger Cy Young Award, priset till ligans bästa pitcher, och togs ut till tio all star-matcher. Han vann 303 matcher och gjorde under sin karriär 4 875 strikeouts, vilket är näst flest genom tiderna i MLB efter Nolan Ryan. Han valdes med stor marginal in i National Baseball Hall of Fame på första försöket 2015.
Johnsons smeknamn är The Big Unit på grund av hans längd (208 centimeter eller 6 fot och 10 tum). Han var länge den längsta spelaren som någonsin spelat i MLB, men passerades senare av Jon Rauch, som är 211 centimeter eller 6 fot och 11 tum.

## Karriär

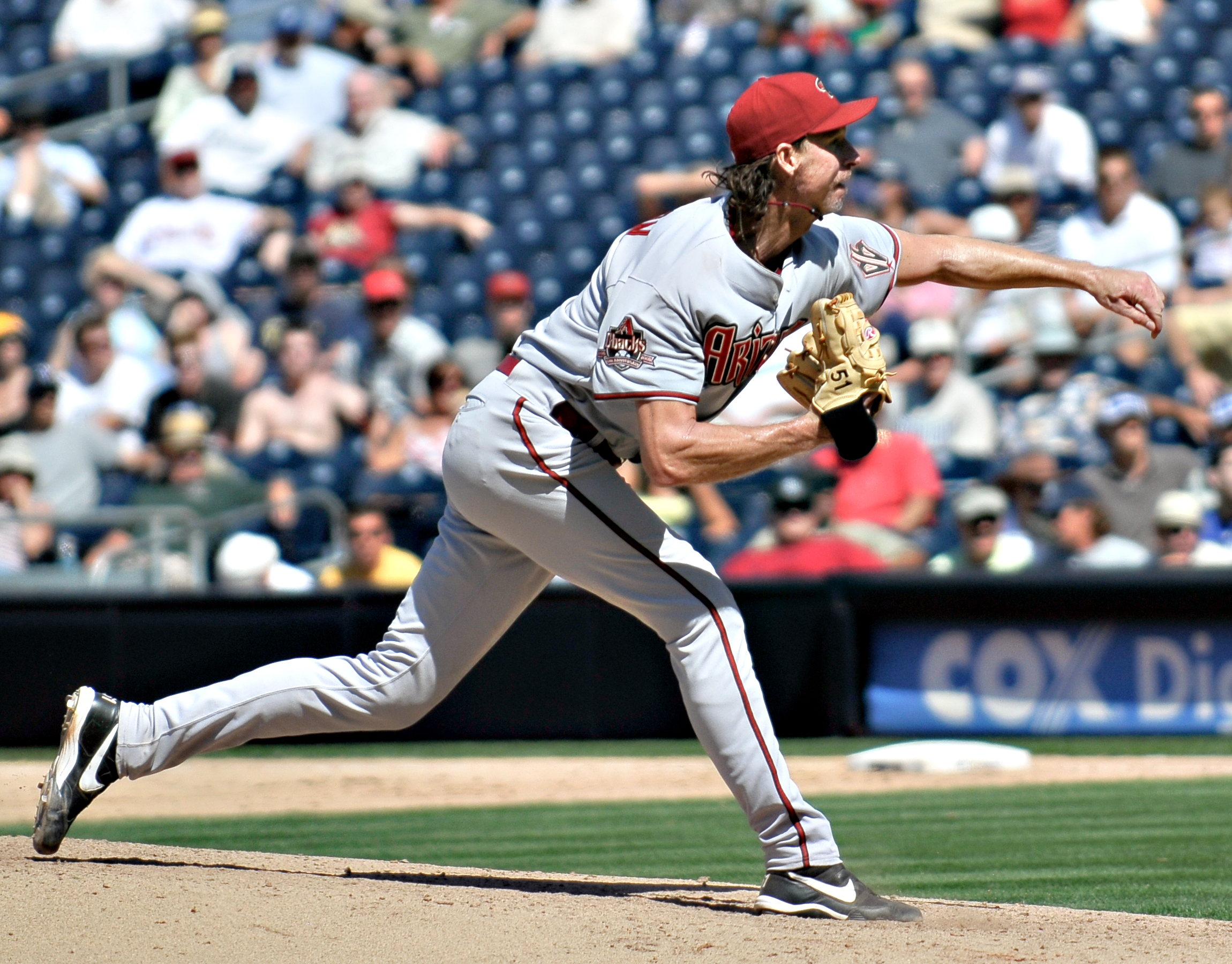
Johnson i Arizona Diamondbacks dräkt 2008.

Johnson gjorde sin MLB-debut för Montreal Expos 1988. Under 1989 års säsong såldes han till Seattle Mariners, där han blev kvar till 1998. Slutet av 1998 års säsong spelade han dock för Houston Astros. 1999–2004 spelade han för Arizona Diamondbacks och 2005–2006 för New York Yankees, innan han återvände till Diamondbacks 2007–2008. 2009, som blev hans sista säsong, spelade han för San Francisco Giants.
Försäljningen 2005 till Yankees skedde under uppmärksammade former. Sejouren i New York inleddes med att han hamnade i bråk med ett kamerateam från en tv-station första dagen i staden och slog till kameramannen. Händelsen slogs upp stort och förföljde honom under hela tiden i staden. Johnson hade blandade resultat och såldes så småningom tillbaka till Diamondbacks. Han kämpade efter återkomsten dit delvis mot skador och opererade ryggen flera gånger. Även under sin sista aktiva säsong i Giants var han på skadelistan merparten av säsongen.
I januari 2010 tillkännagav Johnson att han avslutade sin karriär.
Sin storhetstid hade Johnson i Diamondbacks, som han hjälpte ta från en nybildad klubb till vinnare av World Series på några få säsonger. Vinnaråret 2001 dominerade Johnson och Curt Schilling som förste- och andrestarter, och de utsågs båda till mest värdefulla spelare (MVP) i World Series.
Den 18 maj 2004 kastade Johnson en perfect game, vilket bara hade hänt 16 gånger tidigare i MLB:s historia.
Den 4 juni 2009 vann Johnson sin 300:e match, en milstolpe som bara 23 pitchers hade nått före honom i MLB:s historia. Det kommer troligen att dröja länge innan någon annan pitcher når samma nivå, kanske kommer det aldrig att ske igen.
Johnson hade en mycket bra fastball, som han ofta kunde kasta i cirka 160 kilometer per timme (cirka 100 miles per hour). Hans bästa kast var dock en slider.

## Efter karriären
Efter sin karriär arbetar Johnson som fotograf med bland annat konserter och sportevenemang.
2015 valdes Johnson in i National Baseball Hall of Fame med 97,3 % av rösterna, då den åttonde högsta andelen röster i historien. Det krävs 75 % för att bli invald. 2015 var första gången som det gick att rösta på Johnson.
Samma dag som Johnson valdes in i Hall of Fame blev det också klart att han skulle arbeta som special assistant åt sin gamla klubb Arizona Diamondbacks klubbchef och VD.
I augusti 2015 pensionerade Diamondbacks Johnsons tröjnummer 51.

## Privatliv
Johnson och hans fru Lisa har fyra barn – Sammy, Tanner, Willow och Alexandria. Willow är en framstående volleybollspelare. Johnson har dessutom en dotter, Heather, från ett tidigare förhållande.

## Övrigt
Johnson uppmärksammades även utanför basebollvärlden 2001, när han under en träningsmatch råkade träffa och döda en flygande duva med ett stenhårt kast.